# Alleghe
Àlleghe (ladinisch Àlie) ist eine italienische Gemeinde (comune) mit 1095 Einwohnern (Stand 31. Dezember 2023) in der Provinz Belluno, Region Venetien.

## Geographie
Der (gleichnamige) Hauptort liegt in dem Dolomitental Cordevole am gleichnamigen Lago di Alleghe südlich der Marmolata  nordwestlich der Civetta (ladinisch: Zuita). Der See entstand am 11. Januar 1771 durch einen Erdrutsch am nahe gelegenen Monte Forca (2356 m s.l.m.; früher Monte Piz genannt). Er begrub die Ortschaften Marin, Riete und Fusine unter sich, wobei das heruntergebrochene Geröll den Wasserlauf aufstaute, der innerhalb nur weniger Tage eine Tiefe von 18 Metern und eine Länge von 1500 m erreichte. Dabei wurden weitere Orte (Sommariva, Torre, Costa und Peron) überflutet. Der etwas höher gelegene Ort Alleghe (heute namensgebend für die Gemeinde) blieb bis auf die Kirche verschont.

## Geschichte
Der Name Alleghe leitet sich von lateinisch alica (von alicarius = Scheune) ab.
Eine Ansiedlung mit Kapelle existierte bereits im 12. Jahrhundert, sie ist in einer päpstlichen Bulle von 1185 erwähnt. Vor dem Erdrutsch siedelte die Bevölkerung in verstreuten Dörfern im Talgrund sowie an den Seitenhängen des Wildbachs. Nach dem Erdrutsch blieben neben Alleghe die folgenden Orte übrig, die heute Gemeindeteile sind:
| - Fontanive - Coldemies - Casaril - Cordella (ladinisch: Cordela) - Frena - Pradel di sotto (ladinisch: Padel de sot) - Pradel di sopra Pinié (ladinisch: Padel de sora Pinié) - Coi - Perencina | - Col de Fontana - Fernazza (ladinisch: Fernaza) - Scalon - Masarè - La Sala - Tos - Pian - Lagusel - Caprile (ladinisch: Ciauri), eine Keimzelle des Cordevole-Tals und neben Alleghe der wichtigste Ortsteil der heutigen Gemeinde. |

## Sehenswürdigkeiten

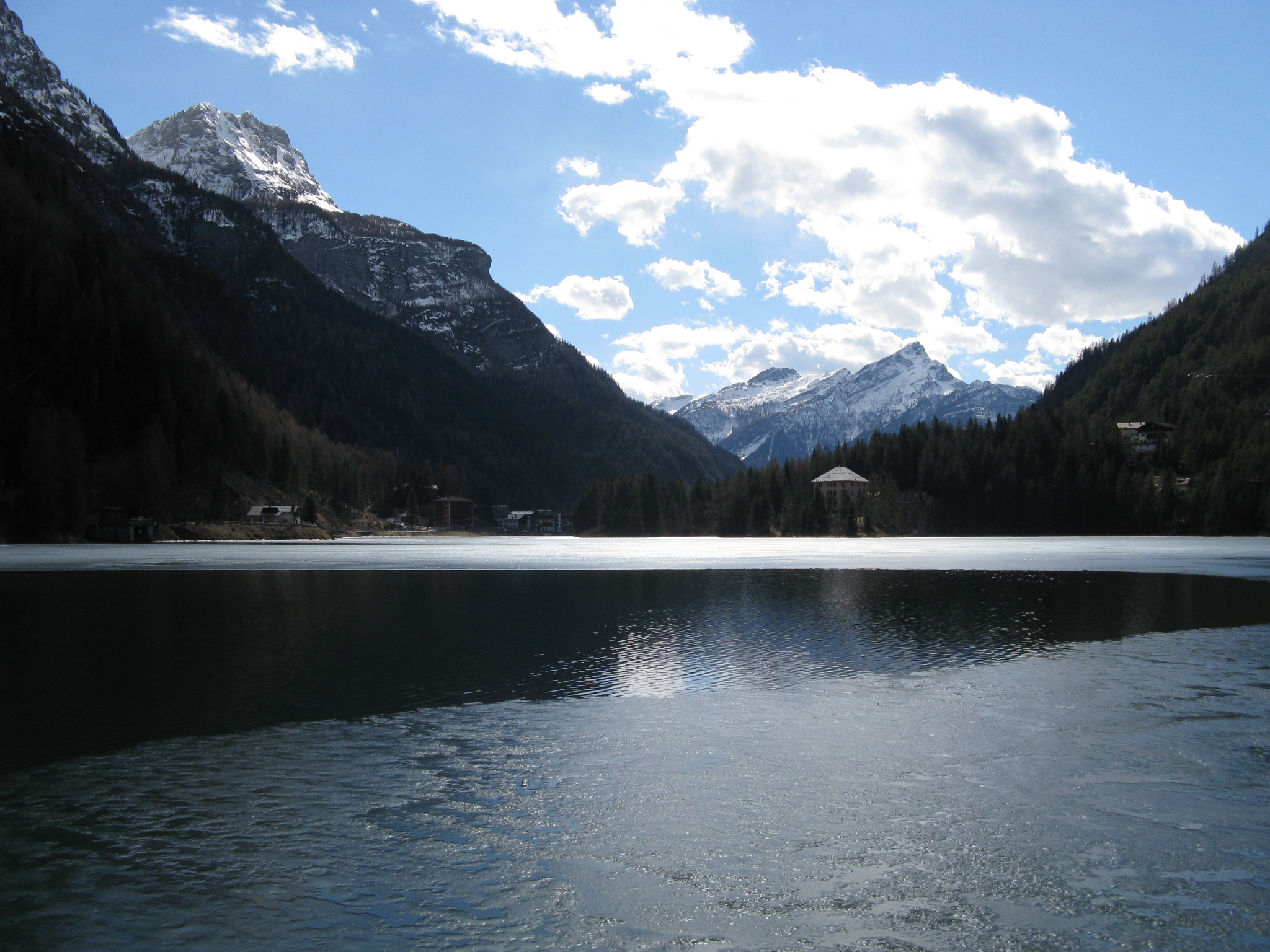
Lago di Alleghe, Nordseite (Piz Guda, 2150 m s.l.m.); im März 2008 noch zur Hälfte zugefroren
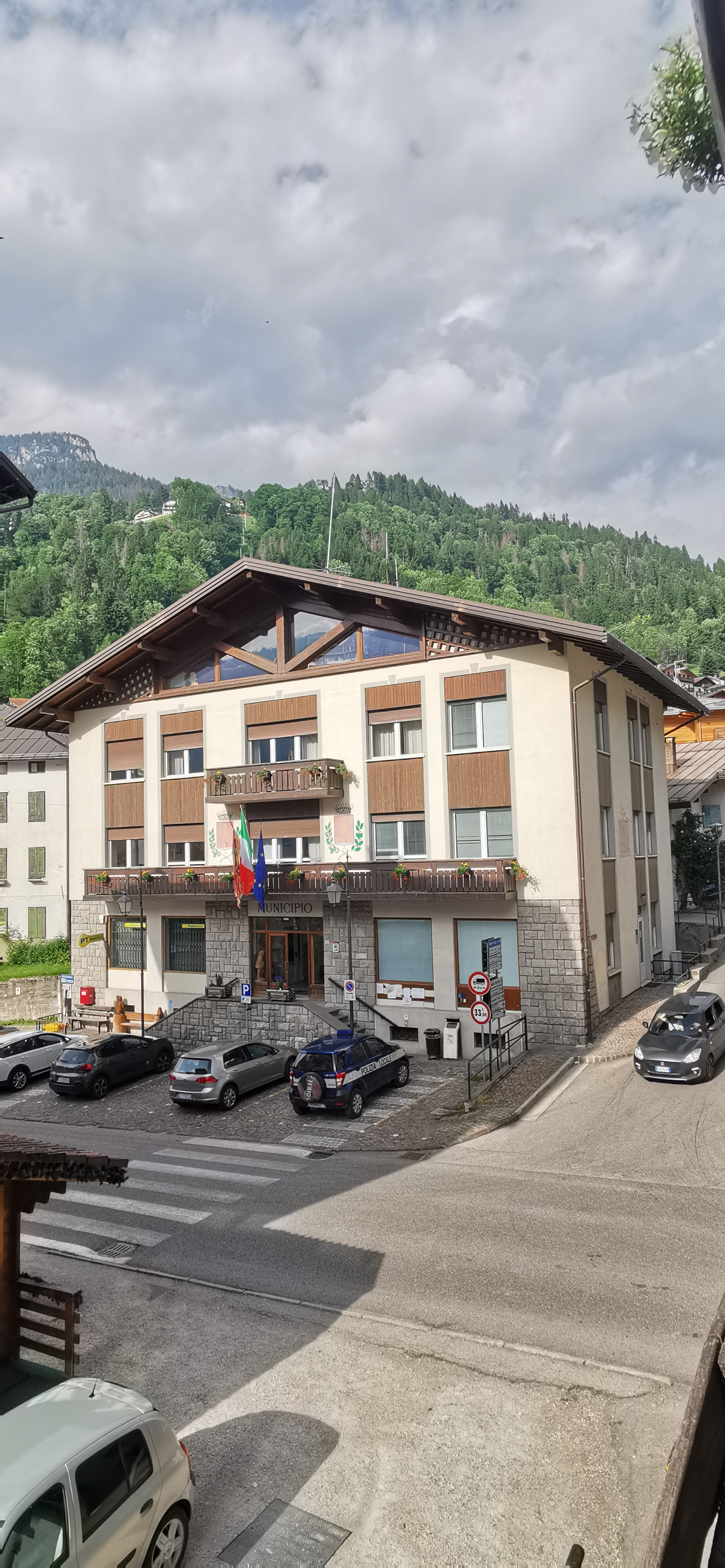
Rathaus
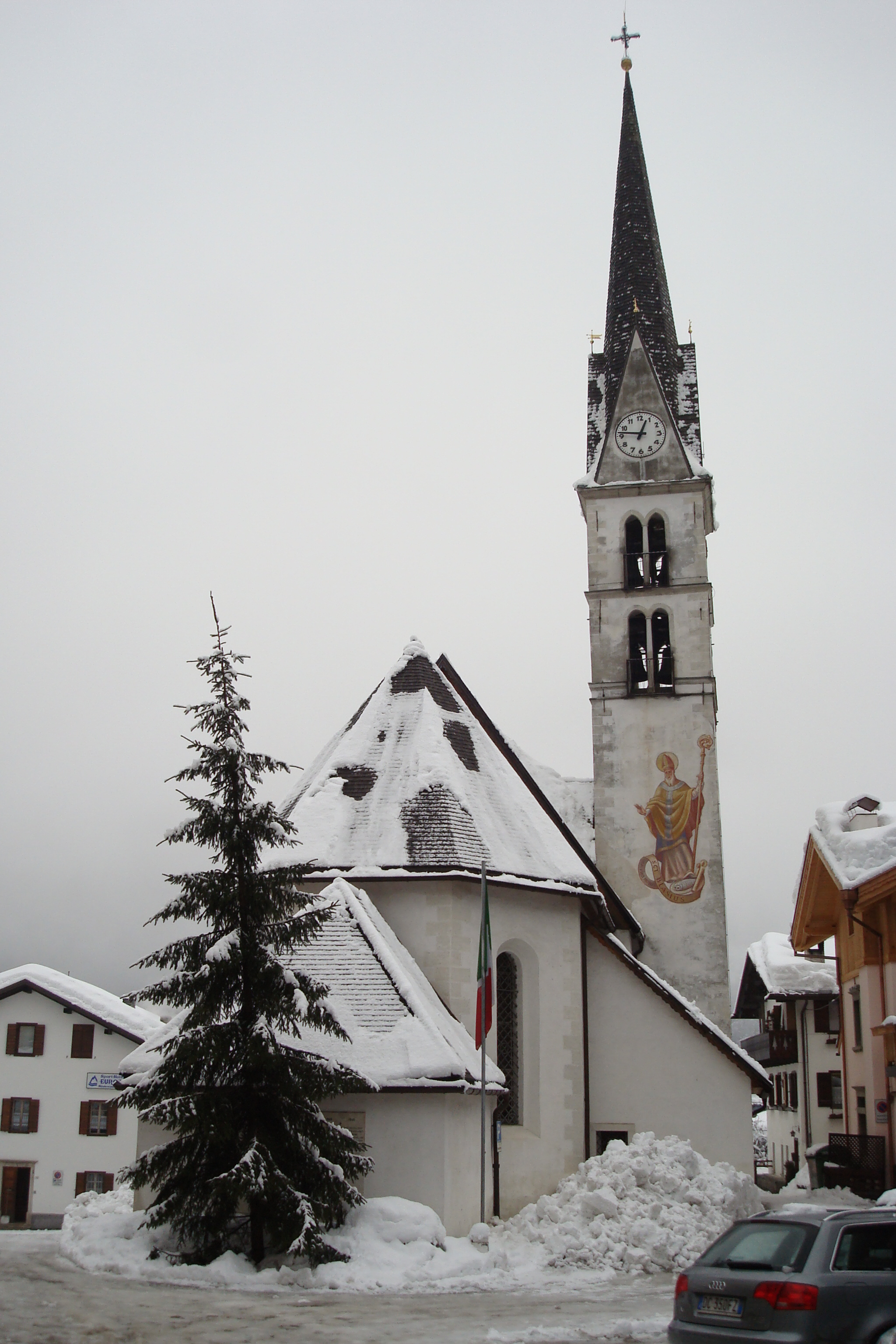
San Biagio

- Die Kirche San Biagio wurde 1771 nach dem Erdrutsch rekonstruiert. Der untergegangene gotische Vorläufer (1466 geweiht) war seinerseits auf den Resten der Kapelle errichtet, die in der päpstlichen Bulle von 1185 erwähnt war. Der Innenraum ist mit barocken Gemälden und Fresken von Valentino Rovisi (1715–1783, aus Moena, Tiepolo-Schule) ausgestattet. Das Hauptaltarbild stellt den Schutzpatron Blasius mit den Heiligen Maria Magdalena und Johannes Nepomuk dar, ein Deckenfresko das Urteil des Salomon.
- Im Rathaussaal befindet sich ein arazzo (gobelinähnliches Bild) des Historienmalers Kurt Geibel-Hellmeck (Füssen, 1911–2005), das eine Begegnung einer Regierungsdelegation der Republik Venedig mit den Zünften von Alleghe im Jahr 1571 darstellt.
- Die Pfarrkirche des Ortsteils Caprile (S. Bartolomeo) stammt aus dem 15. Jahrhundert. Sie enthält Gemälde von Karl Henrici (Schweidnitz, 1737–1823) sowie eine Orgel von 1660.

Kunsthistorisch gesehen sind insoweit Berührungspunkte mit dem deutschen Kulturraum dokumentiert.

## Tourismus
Die ersten Hotels entstanden im 19. Jahrhundert in Caprile. Für Bergwanderer gab es die ersten Hütten im Bereich der Marmolata und der Civetta. Mit Liften und auf Wanderwegen sind heute in der Civetta die Hütten  Rifugio Sonino al Coldài, Rifugio Tissi, Rifugio Torrani und Rifugio Mario Vazzoler beliebte Ausflugsziele.
Der See wird von Anglern und Wassersportlern zum Tretbootfahren, Kanufahren, Windsurfen und Segeln genutzt. Im Winter wird auf dem zugefrorenen Gewässer Schlittschuh gelaufen.
Die Bedeutung von Alleghe als Wintersportort begann in den 1980er Jahren, als sich die Gemeinde im Comprensorio Sciistico del Civetta mit den Nachbargemeinden Selva di Cadore, Palafavera und Zoldo Alto zusammenschloss, was zum Ausbau einer Pistenlänge von über 30 km mit 25 Liften führte. Seit 1993/94 ist dieses Gebiet Teil der Initiative Dolomiti Superski.
In Alleghe sowie Caprile stehen eine Reihe von Hotels und Ferienappartements zur Verfügung.

## Eishockey
Mit dem HC Alleghe (gegründet 1933) hat die Gemeinde eine Eishockey-Mannschaft von überregionaler Bedeutung.

## Persönlichkeiten
- Renato De Riva (1937–1983), Eisschnellläufer